# (400182) 2006 WO120
(400182) 2006 WO120 es un asteroide perteneciente al cinturón de asteroides, descubierto el 21 de noviembre de 2006 por el equipo del Lincoln Near-Earth Asteroid Research desde el Laboratorio Lincoln, Socorro, Nuevo México.

## Designación y nombre
Designado provisionalmente como 2006 WO120.

## Características orbitales
2006 WO120 está situado a una distancia media del Sol de 2,651 ua, pudiendo alejarse hasta 3,205 ua y acercarse hasta 2,098 ua. Su excentricidad es 0,208 y la inclinación orbital 12,58 grados. Emplea 1577,40 días en completar una órbita alrededor del Sol.

## Características físicas
La magnitud absoluta de 2006 WO120 es 16,3.